# Richard Kahui
Richard David Kahui (Tokoroa, 9 giugno 1985) è un rugbista a 15 neozelandese, tre quarti centro dei Western Force e campione del mondo nel 2011 con gli All Blacks.

## Biografia
Esordiente nella provincia di Waikato nel 2004, esplose nel 2006 quando, in quell'edizione del campionato provinciale neozelandese, si impose come miglior realizzatore di mete del torneo.
In quello stesso anno esordì anche in Super Rugby nelle file degli Highlanders.
Nel 2007 passò agli Chiefs, altra franchise di Super Rugby, e nel 2008 debuttò negli All Blacks a Christchurch contro l'Inghilterra, marcando la prima meta dell'incontro.
Fu selezionato nella rosa della Nuova Zelanda alla vittoriosa Coppa del Mondo di rugby 2011 e, nel 2012, si laureò campione del Super Rugby con gli Chiefs.
Vanta anche un invito nei Barbarians in occasione di un incontro con un XV dell'Australia a Twickenham nel novembre 2011.

## Palmarès
- Coppe del mondo: 1
Nuova Zelanda: 2011
- Super Rugby: 1
Chiefs: 2012